# Kaari Sillamaa
Kaari Sillamaa, född 27 januari 1955 i Tallinn, är en estnisk kompositör, låtskrivare, librettist och musikpedagog. 
Tillsammans med pianisten Ivo Sillamaa har hon barnen Virgo och Janika Sillamaa och tillsammans med musikchefen Indrek Reisneriga har hon sonen Franck Reisner.
Sillamaa tog examen i musikpedagogik från musikkonservatoriet Tallinna Riikliku Konservatooriumi 1980. 1984 grundade hon barnteatern Laste Stuudioteater Colombina som hon även var ledare för till 1994. Sedan 1994 är hon grundare och ledare för Laste Kaunite Kunstide Kooli, en konstskola för barn, och sedan 2005 grundare och ledare för Kirjastus VIRGO.
Sillamaa har skrivit två av Estlands bidrag i Eurovision Song Contest; Tillsammans med Priit Pajusaar skrev hon låten Kaelakee hääl som framfördes av Maarja-Liis Ilus och Ivo Linna i Eurovision Song Contest 1996. De kom på 5:e plats med 94 poäng. Tillsammans med Harmo Kallaste skrev Sillamaa även låten Keelatud maa som framfördes av Maarja-Liis Ilus i Eurovision Song Contest 1997. Den kom på 8:e plats med 92 poäng.
Sillamaa har skrivit låttexter till flera av Estlands största artister, däribland Maarja-Liis Ilus, Hedvig Hanson, Pearu Paulus, Lauri Liiv, Koit Toome, Nansy Himma, Marju Länik, Kadi Toom, Kersti Kuuse och Getter Jaani.